# Matthias Hafenreffer

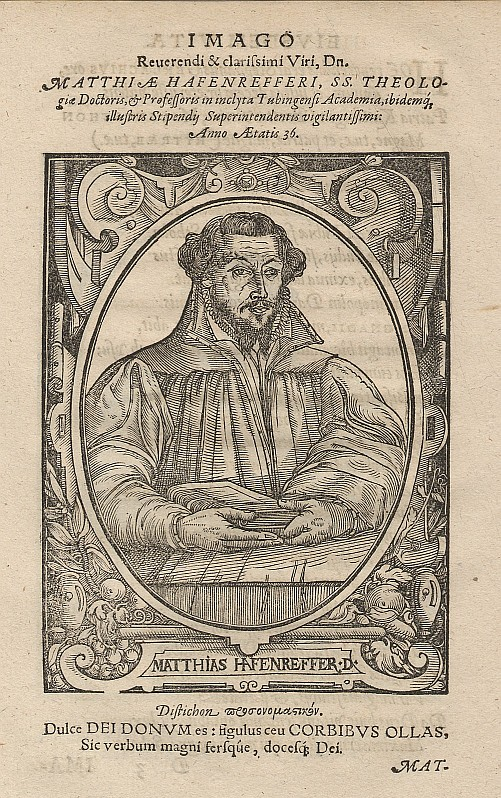
Matthias Hafenreffer.

Matthias Hafenreffer, född 24 juni 1561, död 22 oktober 1619, var en tysk teolog.
Hafenreffer, som blev professor i Tübingen 1592, var en renlärig lutheran och utarbetade i Loci theologici (1600) en framställning av den lutherska trosläran, som även i Sverige länge nyttjades som lärobok.